# Сан-Джованни-ин-Фонте
Сан-Джованни-ин-Фонте (итал. Chiesa di San Giovanni in Fonte — церковь Иоанна Крестителя у купели) — церковь в городе Верона (Италия). Построена в 1123 году в качестве баптистерия при кафедральном соборе города.
Церковь имеет три нефа, центральный завершается апсидой, выходящей во двор Епископского дворца. Нефы разделены колоннами, увенчанными капителями от более ранней постройки. Стены церкви украшают фрески и живописные полотна XIII-XV веков работы Паоло Фаринатти, Джованни Карото и Фальконетто.
В центральном нефе установлена купель конца XII века, вырезанная из цельного куска веронского мрамора. Купель имеет восьмигранную форму, каждая грань украшена рельефом на евангельские сюжеты: от Благовещения до Крещения. Создание рельефов приписывают Брилото, автору окна-розы «Колесо фортуны» в базилике Сан Зено.